# ホンダ・デュアルノート
デュアルノート（DUALNOTE）とは、本田技研工業が2001年の東京モーターショーで出展したコンセプトカーである。

## 概要
柔と剛、回頭性と直進性、パワーと低燃費という、2つの相反するもの（DUAL）を融合して新しい形を生み出すというコンセプトの基に開発された。
スタイルは4ドアクーペ。デザインは「デュアル」をコンセプトに柔と剛を両立させたフォルムとなっている。ボディサイズは全長4,390mm、全幅1,830mm、全高1,215mmとNSXよりやや小型である。
パワーユニットには「ハイパワーと低燃費」を実現すべく、エンジンにキャパシタとモーターを組み合わせたホンダのハイブリッドシステム「Honda IMAシステム」を採用。3.5L V6 DOHCエンジンをミッドシップに搭載し、前輪をモーター、後輪をエンジンとモーターで駆動する。馬力は400PS、燃費は18km/Lを想定。減速時は回生ブレーキで電力を回収する。
駆動部には、前輪 左右の駆動力を配分するATTS(アクティブ・トルク・トランスファー・システム)とクルマの横滑りを抑えるVSA（車両挙動安定化制御システム）が搭載されており、協調制御することで高い運動性能を実現している。
インテリアにはNTTと共同開発した「ITインストゥルメントパネル」を装備。3D立体表示メーター、フロントウインドウ下部に備えられ、ナイトビジョンなどを表示するセンターディスプレイ、ナビゲーションなどを表示する情報端末で構成されており、必要な情報を表示してドライビングを支援する。また、シートは4座席ともバケットタイプのシートを採用。
その後、2002年の北米国際オートショーに、デュアルノートと同モデルのコンセプトカー「アキュラ・DN-X」を出展した。また、テレビゲーム「グランツーリスモ コンセプト 2001 TOKYO」と「グランツーリスモ4」、「グランツーリスモPSP」、「グランツーリスモ5」、「グランツーリスモ6」にも収録されていて、「グランツーリスモPSP」、「グランツーリスモ5」「グランツーリスモ6」にはアキュラ版のDN-Xも収録されている。